# Rover Scarab
La Rover Scarab était un cabriolet quatre places, destinée à être vendue au prix de £85, avec un moteur bicylindre en de seulement 839 cm³, qui était monté à l'arrière. En dépit de la position du moteur, la Scarab avait une calandre classique (factice) avec une grille de radiateur à l'avant. Certains autres voitures des années 1930 à moteur arrière avaient un avant incliné, sans calandre. Parmi ceux-ci citons le prototype de la Porsche Typ 12, les Mercedes-Benz 120 de test, et les 130 / 150 / 170 H, le prototype de la Tatra V570, les Tatra T77, 77A, T87 et T97 et bien sûr la KdF-Wagen (qui deviendra plus connue comme la Volkswagen Coccinelle ; voir la controverse  Volkswagen). Seulement quelques Scarab ont été construites, des exemplaires furent exposés à Londres, au salon de l'automobile de l'Olympia et au salon de l'Automobile Écossais, toujours en 1931.